# وانگات ۲۵۳۹۹
سیارک ۲۵۳۹۹ (به انگلیسی: 25399 Vonnegut، نامگذاری:1999VN20) بیست و پنج هزار و سیصد و نود و نهمین سیارک کشف شده‌است که در ۱۱ نوامبر ۱۹۹۹ کشف شد.
قدر مطلق سیارک برابر ۳۳.۸ است.
این سیارک به نام کورت وانگات نام‌گذاری شده است.